# 종교 사회주의
종교적 사회주의(Religious socialism) 또는 종교 사회주의는 종교적 가치에 기초한 일종의 사회주의이다. 여러 주요 종교의 신도들은 인간 사회에 대한 자신들의 믿음이 사회주의 원칙과 사상에 부합한다는 사실을 발견했다. 그 결과, 이들 종교 내에서 종교적 사회주의 운동이 발전했다. 이러한 운동에는 불교 사회주의, 기독교 사회주의, 이슬람 사회주의, 유대교 사회주의가 포함된다. 브리태니커 온라인 백과사전에 따르면 사회주의는 "사적 소유나 재산 및 천연 자원의 통제보다는 공적 소유를 요구하는 사회 경제적 교리이다. 사회주의적 견해에 따르면 개인은 고립되어 살거나 일하는 것이 아니라 다른 사람들과 협력하여 살아간다. 더욱이, 사람들이 생산하는 모든 것은 어떤 의미에서는 사회적 산물이며, 재화 생산에 기여하는 모든 사람은 그 재화를 공유할 자격이 있다. 그러므로 사회 전체는 재산을 소유하거나 최소한 통제해야 한다. 모든 구성원의 이익. [...] 초기 기독교 공동체는 또한 상품과 노동의 공유를 실천했으며, 간단한 형태의 사회주의는 이후 특정 형태의 수도원주의로 이어졌다. 몇몇 수도원 명령은 오늘날에도 이러한 관행을 계속하고 있다."라고 설명한다.
예수의 가르침은 특히 기독교 사회주의자들에 의해 사회주의적인 것으로 자주 묘사된다. 사도행전 4장 35절은 예루살렘의 초대 교회에서 "아무도 자기 소유를 자기 것이라고 주장하는 사람이 없었다"고 기록하고 있다. 그러나 이러한 패턴은 나중에 수도원 제도를 제외하고는 교회 역사에서 사라졌다. 기독교 사회주의는 영국 노동당의 창립 노선 중 하나였으며 14세기 와트 타일러와 존 볼 (사제)의 봉기에서 시작되었다고 주장된다.
무함마드의 동반자인 아부 다르 알 기파리(Abu Dharr al-Ghifari)는 여러 저자들에 의해 이슬람 사회주의의 주요 선구자로 평가된다. 후터파는 성경적 원칙과 교회 규율을 엄격하게 준수하고 종교적 형태의 공산주의를 실천했다. 역사가 로드 잰젠(Rod Janzen)과 맥스 스탠튼(Max Stanton)의 말에 따르면, 후터파는 "삶의 모든 측면을 지배하고 통일된 관점을 보장하는 규칙과 규정의 코드인 엄격한 오르드눙겐(Ordnungen) 시스템을 자신들의 공동체에 확립했다. 경제 시스템으로서 기독교 공산주의는 독일 농민전쟁과 같은 16세기 중부 유럽의 사회 혁명을 지지한 많은 농민들에게 매력적이었다. 그리고 "프리드리히 엥겔스는 재세례파를 원시 공산주의자로 보게 되었다."